# Лотоцька Олена Володимирівна
Лотоцька Олена Володимирівна (нар. 22 березня 1964, Алма-Ата, Казахстан) — українська вчена у галузі медицини, доктор медичних наук (2019), професор (2021), професор кафедри загальної гігієни та екології Тернопільського національного медичного університету імені І. Я. Горбачевського.

## Життєпис
У 1988 році закінчила з відзнакою Тернопільський державний медичний інститут за спеціальністю «Лікувальна справа».
1992—1995 — лікар—педіатр у місті Ізяслав Хмельницької області.
1995—2000 — лікар—неонатолог у міському пологовому будинку м. Кам'янець—Подільський Хмельницької області.
З вересня 2000 року працювала на посаді асистента кафедри загальної гігієни та екології Тернопільського державного медичного університету імені І.Я. Горбачевського. З  2007 р. — доцент цієї кафедри.
З 2019 р. і донині — професор кафедри загальної гігієни та екології Тернопільського національного медичного університету імені І. Я. Горбачевського. 

## Наукова діяльність
У 2005 році захистила кандидатську дисертацію на тему «Токсиколого—гігієнічне обґрунтування нормативів іонів калію і натрію у питній воді» за спеціальністю 14.02.01 — гігієна (науковий керівник — заслужений діяч науки і техніки України, доктор медичних наук, професор, завідувач лабораторії гігієни природних, питних вод ДУ «Інститут громадського здоров'я ім. О. М. Марзєєва НАМН України» Прокопов В. О.). Вчене звання доцента присвоєно у 2007 році.
У 2019 році О. В. Лотоцька захистила докторську дисертацію на тему «Гігієнічні проблеми охорони поверхневих і підземних вод від антропогенного забруднення та їх використання в питному водопостачання в західному регіоні України” 14.02.01 —— гігієна та професійна патологія (науковий консультант — заслужений діяч науки і техніки України, доктор медичних наук, професор, завідувач лабораторії гігієни природних, питних вод ДУ «Інститут громадського здоров'я ім. О. М. Марзєєва НАМН України» Прокопов В.О.).
Напрями наукових досліджень та сфера наукових інтересів: займається дослідженням якості води, забруднення водойм шкідливими речовинами, зокрема важкими металами.

## Доробок
О. В. Лотоцька є автором і співавтором більше 250 навчально-методичних і наукових публікацій, 3 підручників (у співавторстві), 2 посібників англійською мовою (у співавторстві), отримала 3 деклараційних патенти на винахід України та 2 інформаційних листи. 